# Krowica Sama
Krowica Sama – wieś w Polsce, położona w województwie podkarpackim, w powiecie lubaczowskim, w gminie Lubaczów.
W II Rzeczypospolitej wieś w powiecie lubaczowskim województwa lwowskiego. We wrześniu 1944 nacjonaliści ukraińscy z OUN-UPA zamordowali tutaj 12 Polaków.
W latach 1975–1998 wieś administracyjnie należała do województwa przemyskiego.
Wieś jest siedzibą rzymskokatolickiej parafii Przemienienia Pańskiego. W miejscowości działalność duszpasterską prowadzi także zbór Kościoła Chrześcijan Baptystów, protestanckiej wspólnoty o charakterze ewangelicznym.

## Części wsi
| SIMC    | Nazwa       | Rodzaj    |
| ------- | ----------- | --------- |
| 0606197 | Blusy       | część wsi |
| 0606205 | Cetynia     | część wsi |
| 0606211 | Obrawczyzna | część wsi |
| 0606228 | Wychylówka  | część wsi |